# Casa-fàbrica Torrents
La casa-fàbrica Torrents era un conjunt d'edificis situats al carrer de l'Arc del Teatre del Raval de Barcelona, actualment desapareguts.

## Història
El 1845, el fabricant Antoni Camps i Ramon va adquirir en emfiteusi a Felip Rigalt i Caponata l'anomenat «hort d'en Caponata» al carrer de Trentaclaus (actualment Arc del Teatre), cedint-ne una part al comerciant Carles Torrents i Miralda, natural de Manresa. Aquest hi va fer construir una «quadres», on el 1846 va demanar permís per a instal·lar-hi una màquina de vapor, segons el projecte del mestre d'obres Jeroni Granell i Barrera. Tanmateix, aquest no fou acceptat, i el 1847, va presentar un altre projecte, aquest cop del mestre d'obres Antoni Valls i Galí. El 1850 va adquirir a Antoni Camps una «quadra», i el 1853, el passadís.
Carles Torrents i Miralda figurava com a majorista de bujías esteáricas (espelmes d'estearina) al seu despatx del carrer de l'Arc de Santa Eulàlia, 1 (vegeu casa Bruguera), i uns anys després, el seu fill Vicenç Torrents i Bruguera va obrir una botiga a la Rambla de Caputxins, 20, al costat de l'Hotel Orient. La fàbrica V. Torrents i Bruguera també produïa sabó, destinat principalment al mercat americà, i el 1848 va obtenir el privilegi d'invenció d'un «método de fabricar jabones duros jaspeados con cierta resina», fórmula que altres fabricants van imitar: «La casa de Torrens y Bruguera, de Barcelona, ha acudido á S. M. quejándose de los perjuicios que le ocasionan algunos fabricantes de jabon que imitan el duro que ellos fabrican mezclando resina de pino, […] para que les amparase en su privilegio, y pidiendo que á consecuencia de este se impidiese la elaboracion de dicho jabon contrahecho». El 1853 hi hagué un «expediente relativo al comiso impuesto á la sociedad Torrens y Bruguera de Barcelona, sobre cuatro cocidas de jabon duro encontradas con mezcla de varias materias crasas; y resultando que aquellos interesados tienen en un mismo edificio la fábrica de jabon y otra de velas esteáricas, lo cual les proporciona grande facilidad para emplear en el jabon la oleina, que es el producto sobrante de la purificacion del sebo, que los análisis químicos han demostrado que el jabon comisado contiene aceite de palma, oleina y resina, siendo así que debió haberse fabricado con aceite de oliva solamente» Segons la guia El Consultor del 1857, la fàbrica de sabó figurava a nom de Ramon Contell, mentre que la d'espelmes seguia funcionant sota la mateixa raó social.
Carles Torrents i Miralda va morir el 1860 i va llegar les 3/7 parts del seu patrimoni al seu fill Manuel Torrents i Bruguera, 2/7 a Carles i 2/7 a Vicenç. A finals del 1884, Manuel Girona i Agrafel va adquirir en subhasta judicial la part de la casa-fàbrica que pertanyia a Manuel, i poc després, la resta als seus germans Carles i Vicenç.
A principis del segle xx, les «quadres» estaven unides a la casa-fàbrica del carrer Nou de la Rambla, 63, i hi havia la fàbrica i la botiga de gèneres de punt de Maurici Heymann i Cia. Heymann va morir cap al 1924, i la seva vídua Clara Casiraghi va continuar el negoci sota la raó social Vídua de Maurici Heymann, que entre el 1928 i el 1929 va instal·lar-hi noves màquines.
Finalment, a la dècada del 1960, tots aquests edificis foren enderrocats per a l'obertura de l’Avinguda de les Drassanes.

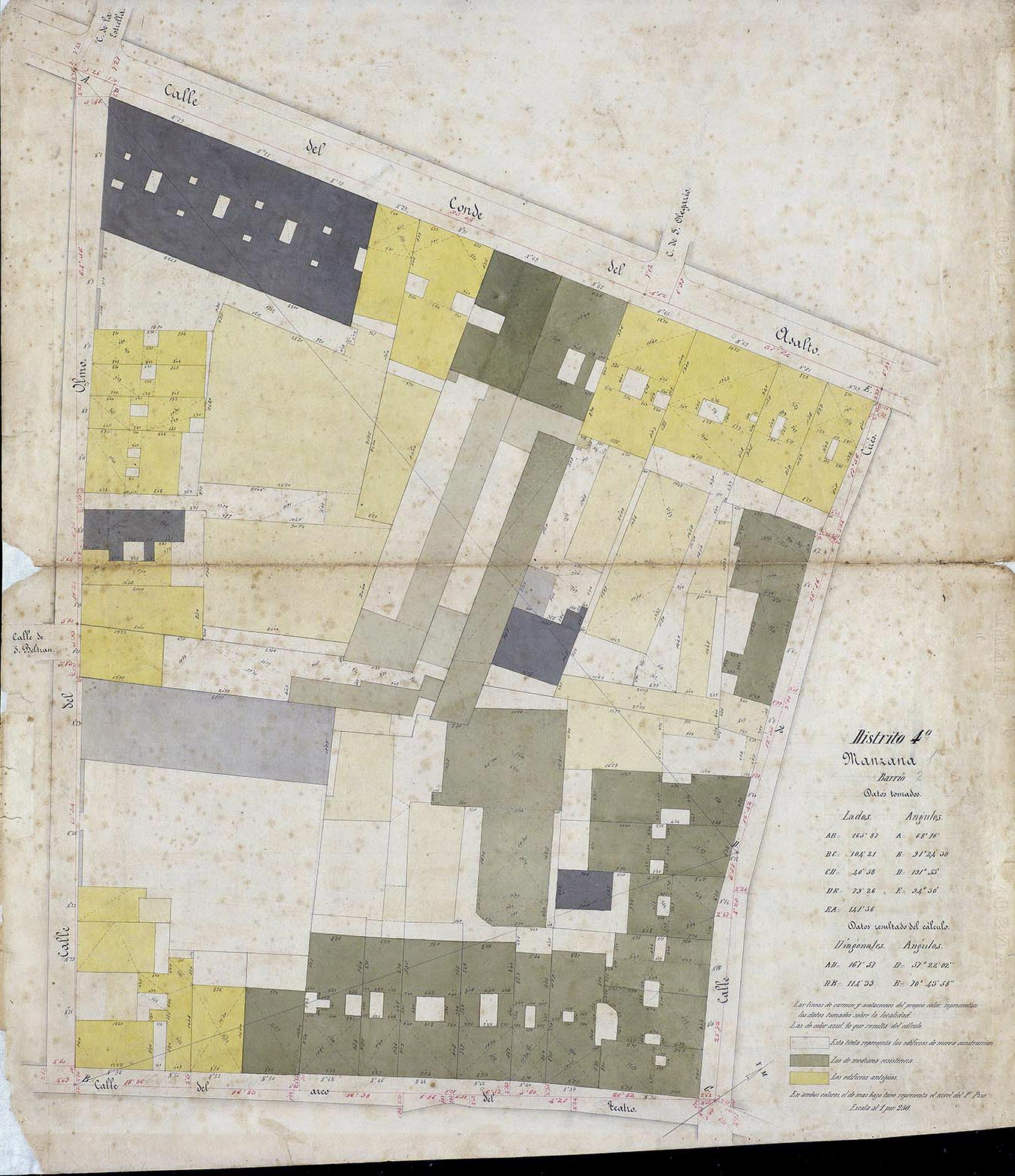
Quartero núm. 85 de Garriga i Roca (c. 1860)

## Descripció
Segons la documentació, es componia d'un edifici d'habitatges de planta baixa i quatre pisos al núm. 42 del carrer de Trentaclaus (actualment de l'Arc del Teatre), al darrere del qual hi havia una «quadra», també de planta baixa i quatre pisos, uns safaretjos, un dipòsit de carbó i un soterrani on es trobava la màquina de vapor de 40 CV. Entre els safaretjos i el carrer hi havia un passatge per a carros i una sala a la planta baixa del núm. 46.